# Jan Szumski (lekarz)
Jan Szumski (ur. 8 maja 1893 w Glinianach, zm. w 1977 w Ciechanowie) – kapitan lekarz Wojska Polskiego, doktor wszech nauk lekarskich, działacz niepodległościowy, kawaler Orderu Virtuti Militari.

## Życiorys
Urodził się 8 maja 1893 w Glinianach, w ówczesnym powiecie przemyślańskim Królestwa Galicji i Lodomerii, w rodzinie Stanisława, urzędnika, i Stefanii z Gramskich. Był starszym bratem Stanisława (1895–1915), chorążego Legionów Polskich. 23 czerwca 1911 ukończył naukę w klasie VIII i zdał egzamin dojrzałości z odznaczeniem w c. k. Gimnazjum VI we Lwowie. Następnie rozpoczął studia na Wydziale Lekarskim Uniwersytetu Lwowskiego. W 1913 został członkiem Polskich Drużyn Strzeleckich.
W sierpniu 1914 wstąpił do Legionów Polskich. Początkowo walczył w szeregach 3 pułku piechoty. W następnym roku został przeniesiony do nowo formowanego 4 pułku piechoty, w którym objął dowództwo plutonu 12 kompanii III batalionu. Wyróżnił się 31 lipca 1915 w bitwie pod Jastkowem. 20 sierpnia 1915 został mianowany chorążym sanitarnym. Na froncie wołyńskim zachorował i do 22 listopada 1915 leczył się w Szpitalu LP w Lublinie, a następnie w szpitalu w Białej. W styczniu 1916 został przeniesiony do Domu Rekonwalescentów w Kamieńsku, w celu wzmocnienia obsady medycznej. 1 grudnia 1916 został mianowany podporucznikiem sanitarnym. Po kryzysie przysięgowym (lipiec 1917) został wcielony do armii austro-węgierskiej. Urlopowany dla dokończenia studiów, 27 lipca 1918 otrzymał we Lwowie dyplom lekarski.
W listopadzie 1918 w Krakowie zgłosił się do 4 pułku piechoty Legionów. Wziął udział w obronie Lwowa. 4 stycznia 1919 został przydzielony do Departamentu Sanitarnego Ministerstwa Spraw Wojskowych w Warszawie na stanowisko referenta. 22 lutego 1919 został przyjęty do Wojska Polskiego z byłych Legionów Polskich w randze porucznika lekarza. 24 września 1920 został zatwierdzony z dniem 1 kwietnia 1920 w stopniu kapitana, w Korpusie Lekarskim, w grupie oficerów byłych Legionów Polskich. Na początku 1922 został zdemobilizowany i przydzielony w rezerwie do kompanii zapasowej sanitarnej nr 5. Po zwolnieniu z wojska pracował jako asystent na Wydziale Lekarskim Uniwersytetu Warszawskiego, a później, krótko jako lekarz szkolny we Lwowie. 8 stycznia 1924 został zatwierdzony w stopniu kapitana ze starszeństwem z 1 czerwca 1919 i 575. lokatą w korpusie oficerów rezerwy sanitarnych, grupa lekarzy. Posiadał wówczas przydział w rezerwie do 1 batalionu sanitarnego w Warszawie.
W grudniu 1924 został powołany do czynnej służby w 1 batalionie sanitarnym i przydzielony do 21 pułku piechoty w Warszawie. Później został przydzielony do 1 Szpitala Okręgowego w Warszawie na stanowisko młodszego ordynatora. Równocześnie pracował jako lekarz kasy chorych. 30 kwietnia 1926 został przemianowany z dniem 1 kwietnia 1926 na oficera zawodowego w stopniu kapitana ze starszeństwem z 1 maja 1924 i 1. lokatą w korpusie oficerów sanitarnych (grupa lekarzy). Mieszkał w stolicy przy ul. Zakroczymskiej 6. W sierpniu 1929 został zatwierdzony na stanowisku starszego ordynatora. Z dniem 30 listopada 1929 został przeniesiony w stan nieczynny na przeciąg 12 miesięcy. Z dniem 1 grudnia 1930 został zwolniony z zajmowanego stanowiska i oddany do dyspozycji dowódcy Okręgu Korpusu Nr I. Z dniem 31 marca 1931 został przeniesiony w stan spoczynku.
W 1934, jako oficer stanu spoczynku pozostawał w ewidencji Powiatowej Komendy Uzupełnień Lwów Miasto i posiadał przydział do Kadry Zapasowej 6 Szpitala Okręgowego we Lwowie. Mieszkał we Lwowie przy ul. Wyspiańskiego 33, a później ul. Piekarskiej 1c. Pracował jako kierownik lwowskiego Oddziału Związku Kas Chorych, a następnie dyrektor Ubezpieczalni Społecznej we Lwowie przy ul. Brajerowskiej 8. Obowiązki zawodowe łączył z pełnieniem funkcji społecznych: prezesa lwowskiego oddziału Polskiego Czerwonego Krzyża, wiceprezesa wojewódzkiego Towarzystwa Przeciwgruźliczego i skarbnika Zarządu Okręgu Związku Legionistów Polskich. W 1936 przeniósł się do Warszawy na ul. Wilanowską 4 m. 19.
W 1945, po zakończeniu II wojny światowej, pracował w Zakładzie Ubezpieczeń Społecznych w Chorzowie i pełnił funkcję komisarza organizacyjnego lecznictwa ubezpieczeniowego w okręgu katowickim. W 1947 praktykował w Bytomiu przy ul. Mickiewicza 7. Później przeprowadził się do Ciechanowa. Zmarł w 1977 i został pochowany na cmentarzu komunalnym w Ciechanowie (sektor 16, rząd 1, numer 11). W 1933 był rozwiedziony.

## Ordery i odznaczenia
- Krzyż Srebrny Orderu Wojskowego Virtuti Militari nr 6221 – 17 maja 1922[35][1]
- Krzyż Niepodległości – 25 lutego 1932 „za pracę w dziele odzyskania niepodległości”[36]
- Odznaka „Za wierną służbę”[2]